# Gabriel Mendoza
Gabriel Mendoza (22 de maio de 1968) é um ex-futebolista chileno.

## Carreira
Mendoza foi campeão da Copa Libertadores da América pelo Colo Colo em 1991. Também integrou a Seleção Chilena de Futebol na Copa América de 1991, 1993 e 1995.
Em sua passagem pelo São Paulo, foi vice-campeão paulista em 1996.

## Clubes
- 1986-1990:  O'Higgins
- 1991-1995:  Colo-Colo
- 1996:  São Paulo
- 1997:  Tigres UANL
- 1998-2000:  Santiago Wanderers
- 2001:  Colo-Colo
- 2002:  Shandong Luneng
- 2002:  Santiago Morning